# Courbe d'ébullition
La courbe d'ébullition représente la progression selon une variable – par exemple le temps ou la concentration – du point de liquide saturé. On suit donc l'endroit où, du liquide, vont s'échapper les premières molécules de gaz de cette même espèce.

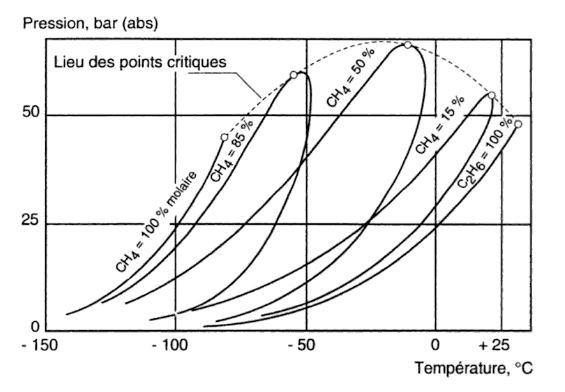
Diagramme de phase de mélanges méthane-éthane (les courbes d'ébullition sont en trait continu)